# BBC Four
BBC Four è un canale televisivo della BBC, disponibili tramite la televisione digitale (DTT, IPTV, satellite e via cavo) per i telespettatori del Regno Unito.
Il canale è stato lanciato 2 marzo 2002 come successore di BBC Knowledge (da non confondersi con l'attuale BBC Knowledge). Trasmette dalle 19:00 alle 04:00 condividendo il segnale con il canale CBeebies.
Il suo palinsesto è composto prevalentemente da repliche, tra cui programmi drammatici, documentari, musica, cinema internazionale, commedia e notizie, e costituisce un'alternativa alle reti televisive tradizionali, tanto che è richiesto dalla sua licenza di trasmissione il trasmettere 110 ore di programmi sulla musica e sulle nuove arti e di trasmettere ogni anno almeno 20 film internazionali in prima visione.
Il 22 maggio 2022 la BBC ha annunciato l'intenzione di interrompere la produzione dei canali televisivi CBBC e BBC Four, come parte di tagli e altri cambiamenti incentrati sulla creazione di una piattaforma digitale interamente dedicata ai contenuti dell'emittente. Il trasferimento doveva inizialmente essere effettuato a partire dal 2025; Tuttavia, con la presentazione del palinsesto 2024-25, è stato annunciato che l'operazione di chiusura dei canali era stata ufficialmente sospesa.

## Programmazione
(BBC Four Remit)
Nelle prime serate di trasmissione, BBC Four trasmetteva in simulcast con BBC Two. 
I programmi più noti di questo canale sono Seinfeld, Curb Your Enthusiasm, The Thick of It, The Chaser's War on Everything, Flight of the Conchords, Mad Men, The Killing. Trasmette anche la fiction italiana Il commissario Montalbano, in lingua originale con i sottotitoli in inglese, a partire dal 2012.
BBC Four trasmette anche documentari riguardanti l'arte e la scienza, ma anche drammi vintage (inclusi programmi rari in bianco e nero), e film e telefilm importati dall'estero.
Dal lunedì al venerdì alle 19:00 e nei fine settimana alle 20:00 trasmette per 30 minuti in simulcast con BBC World News.